# Potentilla tschaunensis
Potentilla tschaunensis är en rosväxtart som beskrevs av Sergei Vasilievich Juzepczuk och B.A. Jurtzev. Potentilla tschaunensis ingår i Fingerörtssläktet som ingår i familjen rosväxter. Inga underarter finns listade i Catalogue of Life.